# Omnibenevolència
L'omnibenevolència (del llatí omni- que significa "tot", bene- que significa "bo" i volens que significa "disposat") es defineix per l'Oxford English Dictionary com "benevolència il·limitada o infinita". Alguns filòsofs han argumentat que és impossible, o almenys improbable, que una deïtat mostri aquesta propietat juntament amb l'omnisciència i l'omnipotència, com a resultat del problema del mal. Tanmateix, alguns filòsofs, com Alvin Plantinga, argumenten la plausibilitat de la coexistència.
La paraula s'utilitza principalment com a terme tècnic dins de la literatura acadèmica sobre la filosofia de la religió, principalment en el context del problema del mal i de les respostes teòdiques a aquest, encara que fins i tot en aquests contextos les frases "bondat perfecta" i "perfecció moral" són sovint preferides per les dificultats per definir què constitueix exactament "benevolència infinita".
Descartes usa aquest atribut per descartar l'existència d'un geni maligne que confongui l'ésser humà, ja que Déu no ho permetria, i això salva la possibilitat de raonar i entendre el món exterior.